# سه (شاهین‌شهر)
سُه، روستایی در دهستان مورچه خورت بخش مرکزی شهرستان شاهین‌شهر در استان اصفهان ایران است.
این روستا در ۹۴ کیلومتری شمال شهر اصفهان و جنوب شهر کاشان قرار دارد. در غرب و شرقش نیز شهرهای میمه و نطنز هستند.
به علت قرار گرفتن روستا در دامنه رشته کوه‌های کرکس، راه‌های دستیابی به روستا محدود می‌باشند.
راه اصلی ورود به روستا از جاده تهران به اصفهان (۶۵N) است. در فاصله ۶۰ کیلومتری از شهر اصفهان، مابین شهر میمه و روستای مورچه خورت، مسیری ۳۰ کیلومتری وجود دارد که به سُه می‌رسد. در این مسیر رباط شاه عباسی و روستاهای دهلر و بیدشک نیز هستند.
از راه‌های فرعی نیز می‌توان به شهر نطنز و میمه و روستای ابیانه رسید.

## اقتصاد
حدود ۸۶٪ مردم روستا در بخش کشاورزی فعالیت می‌کنند.
در آماری که در اواخر سال ۸۶ گرفته شده است، بخش‌هایی چون دامداری، مرغداری، زنبورداری و پرورش ماهی و آبزیان نیز در نظر گرفته شده است. اگر بخواهیم جداگانه آن‌ها را مورد بررسی قرار دهیم؛ سهم بخش کشاورزی ۵۶٪، دامداری ۲۷٪، مرغداری ۰٫۸٪ است و اما زنبورداری که به صورت فصلی انجام می‌گیرد ۲٫۴٪ را به خود اختصاص می‌دهد.
آب لازم جهت کشاورزی عمدتاً از طریق آب‌های جاری در سطح روستا صورت می‌گیرد؛ و تنها در دو یا سه مزرعه در محلی به نام بند آب‌ها را برای سهولت در آبیاری جمع‌آوری می‌کنند. باید به این نکته نیز اشاره کرد که به دلیل شرایط جغرافیایی روستا خانه‌های اهالی با زمین‌های کشاورزی و باغات آن‌ها فاصله دارد که در اصطلاح به این روستاها، روستاهای پراکنده می‌گویند.
تولید اصلی روستا در بخش کشاورزی را گندم و جو و در بخش باغداری را تولید سیب تشکیل می‌دهد. در سال‌هایی که آب کافی برای کشاورزی وجود داشته باشد علاوه بر گندم و جو که تولید عمده کشاورزان را تشکیل می‌دهد، می‌توان به تولید عدس، نخود، لوبیا، زعفران و … اشاره کرد. البته تولید این محصولات بیشتر جنبه استفاده خانوار تولیدکننده آن را دارد.
در زمینه باغداری نیز می‌توان به میوه‌هایی چون گلابی، زردآلو، آلبالو، گیلاس، انگور، هلو و… اشاره کرد و باید دانست که میزان آن در هر سال بستگی به وجود و میزان آب برای کاشت دارد.
حدود ۳۰٪ توانمندی اقتصادی روستا در زمینه باغداری یعنی در تولید سیب است.
یکی از بهترین سیب‌های استان اصفهان و منطقه متعلق به این روستا است.

## جاذبه‌های زیارتی
از جاذبه‌های زیارتی می‌توان به امامزاده یوسف، امامزاده گلیله، مساجد تاریخی، کوفنده و درخت انجیر اشاره کرد.

## جاذبه‌های تاریخی
از جاذبه‌های تاریخی می‌توان به کاروانسرای قاجاری، کاروانسرای شاه عباسی، قلعه‌ها، حمام، کبوترخانه، آسیاب‌ها، پل‌ها و … اشاره کرد.

## جاذبه‌های گردشگری
از جاذبه‌های گردشگری می‌توان به سرکریز، آبشار، گل پرده هاز، مرغزار گزی، مارگله، هل حرامزاده، نچفت، زیرپل و … اشاره کرد.

## پیشینهٔ تاریخی
برای تخمین قدمت و سابقه روستا، اسناد و مدارکی در دست نیست اما آنچه که از شواهد و قراین موجود برمی‌آید؛ قدمت آن را بیش از ۲۰۰۰ سال نشان می‌دهد.
از جمله این شواهد می‌توان به قلعه گبری‌ها، قلعه نچفت و قلعه‌های موجود در روستا، آتشکده، سنگ آسیاب و… که اکنون تنها خرابه‌ای از آن‌ها باقی است، اشاره کرد. از گفته‌های اهالی و معماری خاص آن این‌گونه برداشت می‌شود که سابقه قلعه میان (یا به لهجه سهی‌ها قلعه میون) بیش از ۲۰۰۰ سال باشد.
به نظر می‌آید قلعه‌های گبری در اطراف روستا زیاد بوده و تلفظ و لهجه آن‌ها از زبان زرتشتی است. هم‌اکنون نیز لهجه اهالی روستا این‌گونه می‌باشد.
این روستا به همراه روستای کلهرود جزئی از شهرستان نطنز بوده که در سال ۱۳۷۵ در زمانی که شهرستان نطنز نماینده‌ای در مجلس نداشت از شهرستان نطنز جدا گردیده است.

## مشاهیر
- سید فرهاد سُهی

ایشان یکی از مبارزان بزرگ در دوران حکومت پهلوی بوده است.
- سید علی صفوی سُهی

سید علی صفوی سُهی متولد ۱۳۱۹، در آغاز جنگ تحمیلی، فرمانده گردان ۲۹۳ تانک بوده و در عملیات‌های ثامن‌الائمه، طریق‌القدس، فتح‌المبین، بیت‌المقدس، رمضان و آزادسازی ارتفاعات الله‌اکبر، حضور داشته است.
دارای مدرک لیسانس علوم نظامی از دانشکده افسری در سال ۱۳۴۵ است و سرانجام در ۱۱ مرداد ۱۳۶۲ در منطقه فکه کشته شده است.
ودر تاریخ ۱۳۹۱/۱۱/۱۱ طبق مصوبه شورای اسلامی شهر تهران - نامگذاری پل فاقد نام واقع در محدوده منطقه ۲۲ شهرداری تهران حد فاصل تقاطع آزادراه تهران ـ کرج و بزرگراه آزادگان به نام سرلشکر شهید سید علی صفوی سهی انجام شد.
- بهزاد قادری

نویسنده، مترجم، محقق و منتقد ایرانی و استاد بازنشسته گروه زبان و ادبیات انگلیسی دانشکده زبان‌ها و ادبیات خارجی دانشگاه تهران است.
پدر ایشان، سهی اصفهانی و مادرش اهل سیستان بودند. پدرش هم‌ردیف بود؛ یعنی در پست مهندسی ارتش و با لباس شخصی مسئولیت فنی موتورهای برق و آب مناطق را بر عهده داشت. مادرش خانه‌دار است و از طایفه توکلی‌های سیستان و بلوچستان است.
از دیگر مشاهیر این روستا می‌توان به دکتر لطف‌الله خادم سهی، دکتر یوسف بخشی زاده سهی و فرشید نوابی سهی اشاره نمود.

## جمعیت
بر پایه سرشماری عمومی نفوس و مسکن در سال ۱۳۹۵، جمعیت این روستا برابر با ۲۹۵ نفر (۱۲۷ خانوار) بوده است.